# Álvaro Ortiz Rozas
Álvaro Ortiz Rozas (Santander, 1855-Bilbao, 1907) fue un tipógrafo y publicista español.

## Biografía
Nació en 1855 en Santander. Obrero tipógrafo y propagador de las ideas socialistas, fue director del semanario La Lucha de Clases (1903) de Bilbao, así como colaborador de diversos periódicos y revistas de carácter social, entre ellas: El Socialista, La Ilustración Popular (1897), La Nueva Era (1900) y La Revista Socialista (1903). Militante del Partido Socialista Obrero Español, a comienzos del siglo xx se quedaría ciego. Falleció en Bilbao en 1907.